# Најлон пијаца
Најлон пијаца је највећа новосадска пијаца. Простире се на 38 000 m² са укупно 2856 продајних места, што укључује и ауто пијацу са 509 места. Пијаца ради петком, суботом и недељом. Процењује се да пијацу недељом, која је ударни дан, посети и више од 50.000 људи.

## Историјат
Настала је спонтано шездесетих година прошлог века на десној страни Темеринског пута. У почетку су је чинила два реда најлона и новина постављених на земљу на које су грађани износили и продавали истрошену одећу и обућу, старе неисправне апарате и другу половну робу. Отуда је пијаца и добила име.
Премештањем на леву страну Темеринског пута Најлон пијаца је временом израсла у праву бувљу пијацу са широком понудом разноврсне половне робе, антиквитета, половних аутомобила, намештаја, дрвне грађе, огревног дрвета, стоке и сточне хране, кућних љубимаца итд.
На основу регулационог плана Најлон пијаца је 2003. и 2004. знатно проширена и изведени су обимни радови на уређењу платоа, инфраструктуре, изградњи улазно-излазних рампи, саграђена су два санитарна чвора за закупце и посетиоце итд.
Пијаца традиционално ради недељом, од 2007. се пијачни дан проширио и на суботу, а од 2011. и на петак. Петком и суботом се углавном продаје половна, а недељом нова роба.

## Локација
Пијаца се налази северно од Канала Дунав—Тиса—Дунав, на Видованском насељу, поред Темеринског пута који повезује центар града са аутопутем Београд - Суботица. Од центра је удаљена око 3,5 километра, а од аутопута око 2,5 километра.
До пијаце се из правца центра града, Футошке пијаце и железничке станице може стићи линијом бр. 5, а недељом и линијом 5Н. Нешто више је удаљена линија бр. 1 која саобраћа преко центра до Лимана 1.

## Актуелности
Иако је Најлон пијаца редовно доста посећена, а купци су задовољни робом и приступачним ценама, продавци се жале на услове и скрећу пажњу на проблеме, крађу и прокишњавање.